# Holly Solomon
 Holly Solomon , geboren als Hollis Dworken (* 12. Februar 1934 in Bridgeport, Connecticut, USA; † 6. Juni 2002 in Manhattan, New York City) war eine US-amerikanische Kunsthändlerin, Galeristin und Schauspielerin.

## Leben
Holly Solomon studierte Schauspielerei und Kunstgeschichte am Vassar College in Poughkeepsie und später noch am Sarah Lawrence College.
Holly Solomon war, zusammen mit ihrem Mann Horace Solomon frühe Sammlerin zeitgenössischer Kunst ab Anfang der 1960er Jahre. Sie begannen mit einem nicht-kommerziellen Ausstellungsraum für Avantgarde-Kunst in New York und betrieben zusammen eine Galerie bis zu ihrer Trennung im Jahr 1988, als sie danach ihre eigene Galerie weiterführte.
Holly Solomon war eine einflussreiche Galeristin, die die Pop-Art und die frühen Werke von Künstlern wie Robert Kushner, Robert Mapplethorpe, Christo, Nam June Paik, Neil Jenney, Robert Barry, William Wegman und Laurie Anderson ausstellte. Auch Gordon Matta-Clark zählte zu den Künstlern, die Holly Solomon förderte. Mehrfach wurde sie von Künstlern wie Andy Warhol, Robert Rauschenberg und Roy Lichtenstein porträtiert.
Sie war auch selbst künstlerisch tätig. Unter anderem drehte sie Dokumentarfilme über Kunst, zusammen mit dem Kameramann und Filmemacher Bert Spielvogel. Als Schauspielerin trat sie unter dem Pseudonym Hollis Belmont in mehreren Filmen auf. Unter anderem in dem Independent-Film  Das Komplott gegen Harry (The Plot Against Harry) (1969 / erstmals 1989 gezeigt), wo sie eine Prostituierte spielte.
Holly Solomon war zusammen mit Bert Spielvogel mit dem Film „98.5“ Teilnehmerin der Documenta 5 in Kassel im Jahr 1972 in der Abteilung Individuelle Mythologien: Film.